# 계창림
계창림(桂昌林, 1887년 8월 22일 ~ 1940년 2월 29일)은 대한제국의 항일 독립운동가이다.
본관은 수안(遂安), 호(號)는 산남(山南)이다.

## 생애

### 일생
1906년에서 1909년까지 대한제국 관료 직을 잠시 지낸 그는 1909년 관직을 사퇴하였으며 1910년 평안북도 선천 향리에서 경술국치 사태를 목도하였고 1919년 평안북도 선천에서 3,1 대한 독립 만세 운동에도 참가하였으며 1919년 9월 평북 선천에서 독립청년단 선천지부에 가입을 하여 단원과 독립운동자금을 모금하다가 일경에 체포되어 징역 5월형을 선고받고 1920년에 만기출감 조치 처분되었다.

### 정당 당원 이력
- 前 한국독립당 행정위원(1921년~1922년)

## 서훈
대한민국 정부에서는 선생의 공훈을 기리고자 2016년 6월 6일을 기하여 대한민국 대통령 표창장을 추서하였다.